# Налу (мови)
На́лу — мовна група Північної гілки Західноатлантичних мов. Мови групи поширені у Західній Африці.
Група включає в себе 2 великі мови та кілька досить дрібних:
- налу;
- мбулунгіш.

Мові налу загрожує зникнення через зменшення кількості осіб, що послуговуються нею.